# René Collin
René Collin (Fisenne, 29 aprile 1958) è un politico belga.

## Biografia
Dopo gli studi di giurisprudenza presso l'Université Catholique de Louvain, Collin ha lavorato come segretario politico del Ministro Charles-Ferdinand Nothomb e come consigliere del Segretario di Stato Paul De Keersmaeker. Dal 1995 al 1999 è stato anche segretario privato del ministro del governo vallone Guy Lutgen. Inoltre, è diventato anche avvocato presso il Bar di Marche-en-Famenne.
Nel 1982, è stato eletto con l'allora PSC consigliere comunale di Érezée, dove è stato presidente del Centro pubblico di azione sociale (CPAS) dal 1983 al 1988, assessore dal 1989 al 1994 e sindaco dal 1994 al 2006. Nel 1985 è stato anche eletto consigliere provinciale del Lussemburgo, dove è stato responsabile delle finanze, dell'economia, dell'istruzione e del turismo dal 2006 al 2014. Alla fine del 2015, si è trasferito da Erezée a Marche-en-Famenne, dove è consigliere comunale dal 2018.
A luglio 2014 è stato Ministro dell'agricoltura, della natura, del paesaggio rurale, del turismo e delle infrastrutture sportive nel governo vallone e Ministro dello sport nel governo della Comunità francofona. Ha perso quest'ultima responsabilità nell'aprile 2016 dopo il licenziamento di Joëlle Milquet e i successivi spostamenti di poteri nel governo Demotte. Nel governo vallone, Collin ottenne la responsabilità sugli aeroporti, mentre trasferì la responsabilità per le infrastrutture sportive a Éliane Tillieux. Quando si è verificato il cambio di coalizione nel governo vallone nel luglio 2017, ha ottenuto ulteriormente la responsabilità sul patrimonio. È rimasto ministro vallone fino a settembre 2019.
Alle elezioni del maggio 2019, è stato eletto deputato vallone e parlamentare della Comunità francofona.